# Thomas Coman
Thomas Coman (Irlanda, agosto 1836 – New York, 22 ottobre 1909) è stato un politico irlandese, facente funzioni di sindaco di New York dalla fine del 1868 all'inizio del 1869.